# Jerzy Ziarnik
Jerzy Ziarnik (ur. 5 lipca 1931 w Warszawie, zm. 31 grudnia 1999 tamże) – polski reżyser, scenarzysta filmów dokumentalnych i fabularnych.

## Życiorys
Ukończył studia na Wydziale Reżyserii Wszechrosyjskiego Państwowego Uniwersytetu Kinematografii im. S.A. Gierasimowa w Moskwie. Od 1955 należał do PZPR. Pochowany na cmentarzu Powązkowskim (kwatera 146-5-25).

## Filmografia
Filmy fabularne i seriale
- 1979 - Marsz w Historię (1) w "Tajemnica Enigmy" - Edward Rydz-Śmigły,
- 1971 - "Niebieskie jak Morze Czarne" - reżyseria, scenariusz,
- 1971 - "Kłopotliwy gość" - reżyseria, scenariusz, dialogi,
- 1969 - "Nowy" - reżyseria, scenariusz, dialogi, obsada aktorska,
- 1967 - "Wycieczka w nieznane" - reżyseria, scenariusz,
- 1964 - Pierwszy reportaż (1), Niepowtarzalne zdjęcia (3), Zakochane duchy (5), Willa na Przedmieściu (7) w "Barbara i Jan" reżyseria, scenariusz,

Filmy dokumentalne, krótkometrażowe i animacje
- 1995 - "Dawno,dawno temu" - reżyseria, scenariusz,
- 1994 - "W służbie Orła Białego" - realizacja, scenariusz, komentarz,
- 1992 - "Ignacy Jan Paderewski" 1860-1941 - realizacja,
- 1988 - "Drogi do niepodległości" - realizacja, scenariusz,
- 1986 - "Mistrz - Prezydent" - realizacja, scenariusz,
- 1985 - "Warszawa lat 1923 - 1928" - reżyseria, scenariusz,
- 1985 - "Warszawa lat 1915 - 1922" - reżyseria, scenariusz,
- 1985 - "Społeczne niepokoje" - reżyseria, scenariusz,
- 1985 - "Przed wielką wojną" - reżyseria, scenariusz,
- 1980 - "Polskie krajobrazy" - reżyseria,
- 1980 - "Polska 80" - reżyseria,
- 1980 - "Maszyny ciężkie i super ciężkie" - reżyseria,
- 1979 - "W służbie narodu" - reżyseria,
- 1979 - "Szkice do portretu jubilatki" - reżyseria,
- 1979 - "Prawo do kultury" - reżyseria,
- 1979 - "Pogodna Jesień" - realizacja, scenariusz,
- 1979 - "Patrzę na twoją fotografię" - realizacja, scenariusz,
- 1979 - "Hanower-79" - reżyseria,
- 1978 - "Pierścienie Białeckiego" - reżyseria, scenariusz,
- 1978 - "Kłopoty z pierścieniami" - reżyseria,
- 1978 - "Jeden z 460" - reżyseria, scenariusz,
- 1977 - "Wyroby ze spiekanych proszków metali w W.Z.M." - reżyseria,
- 1976 - "Krowom niebo do pyska" - reżyseria, scenariusz,
- 1975 - "Nasze horyzonty - reżyseria", scenariusz,
- 1975 - "Drużba znaczy przyjaźń" - reżyseria,
- 1975 - "Czas przyśpieszeń" - reżyseria,
- 1974 - "Najmłodsi żołnierze" - realizacja, scenariusz,
- 1973 - "Polska naszych dni" - reżyseria,
- 1973 - "Pałace do wzięcia" - reżyseria, scenariusz, komentarz,
- 1973 - "Mianuję obywatela aktorem" - reżyseria, scenariusz,
- 1973 - "Komu zabytek" - realizacja,
- 1973 - "I ty możesz być mecenasem" - reżyseria,
- 1972 - "Strumień i źródło" - reżyseria,
- 1972 - "Przyszłość zaczyna się dzisaj" - reżyseria,
- 1972 - "Cierpeinia młodego wynalazcy" - reżyseria, scenariusz,
- 1971 - "Hanuszkiewicz" - reżyseria,
- 1970 - "Szkice do portretu reżysera" - realizacja,
- 1969 - "Pierwszy dzień w pracy" - reżyseria, scenariusz,
- 1969 - "Klińszczacy" - reżyseria, scenariusz,
- 1968 - "W zaklętym kręgu" - realizacja,
- 1968 - "Na planie" - realizacja,
- 1967 - "Co to jest Dudek?" - realizacja,
- 1966 - "Nowy Pracownik" - reżyseria, scenariusz,
- 1966 - "Muzeum" - reżyseria,
- 1966 - "Gry i Zabawy" - reżyseria,
- 1966 - "Dom Matysiaków" - reżyseria, scenariusz,
- 1964 - "Życie zaczyna się wcześniej" - reżyseria,
- 1963 - "Ziemia Wielkopolska" - reżyseria,
- 1963 - "Rodzice" - realizacja, scenariusz,
- 1963 - "Powszedni dzień gestapowca Schmidta" - realizacja,
- 1963 - "Po 70 latach" - reżyseria,
- 1962 - "Z tamtej strony okienka" - reżyseria,
- 1961 - "W kręgu ciszy" - reżyseria, scenariusz,
- 1959 - "Najlepsze chwile naszego życia" - reżyseria, scenariusz,
- 1959 - "Kochamy dzieci" - reżyseria,
- 1959 - "Kierunek Socjalizm" - reżyseria,
- 1958 - "Polacy nie gęsi" - reżyseria,
- 1958 - "400 lat Poczty Polskiej" - reżyseria, scenariusz,
- 1957 - "Witaj Ojczyzno" - reżyseria,
- 1956 - "Miasteczko" - realizacja

## Nagrody
- 1973 - Nagroda (Ministra Kultury i Sztuki III stopnia)
- 1986 - Nagroda ("Złoty Ekran" za cykl filmów o Warszawie)
- 1987 - Nagroda (Przewodniczącego Komitetu ds. Radia i Telewizji za cykl filmów dokumentalnych "Warszawa")
- 1988 - Nagroda (miasta stołecznego Warszawy dla najbardziej zasłużonych mieszkańców miasta)

W 1974 w związku z jubileuszem Polski Ludowej odznaczony Złotym Krzyżem Zasługi.